# 천 (성씨)
천(天, 千)씨는 중국과 한국의 성씨이다.

## 일천 천 千
천(千; qiān)씨의 기원은 사천(四川)성에 살았던 저(氐)족이다. 중국 삼국시대 저족의 왕이 천만(千萬)이었는데, 저족 일부가 천씨 성을 쓰기 시작했고, 하남성(河南省)에 정착했다.
천(千)씨는 2015년 대한민국 통계청 인구조사에서 121,780명으로 조사되어, 한국의 성씨 인구 53위이다. 본관은 영양(潁陽) 단본이며, 증보문헌비고(增補文獻備考)에는 97본이 기록돼 있으나 영양 천씨(潁陽千氏)의 세거지다.

### 영양 천씨
『영양천씨매헌공가승보(潁陽千氏梅軒公家乘譜)』에 의하면 시조 천암(千巖)은 명나라 홍무(洪武) 연간에 도총장(都總將), 판도승상(版圖丞相)을 역임하였다.
중시조 천만리(千萬里)가 명나라 조병영양사(調兵領糧使) 겸 총독장(總督將)으로 임진왜란 때 조선에 파병되어 평양(平壤), 곽산(郭山), 동래(東萊) 등지에서 대승을 거두고, 정유재란 때는 울산(蔚山) 등지에서 왜군을 섬멸하였다. 전란이 평정된 후 두 아들과 조선에 귀화하였다. 전라북도 남원시 금지면에 천만리의 묘소가 있다. 천만리는 자헌대부(資憲大夫)로 봉조하(奉朝賀)의 벼슬과 화산군(花山君) 칭호를 받았고, 시호는 충장(忠莊)이다.

### 인물
- 천광록(千光祿) : 사헌부 지평
- 천병규(千炳圭) : 제14대 재무부 장관, 제10대 국회의원
- 천경자(千鏡子) : 화가, 교수
- 천관우(千寬宇) : 언론인, 역사학자
- 천용택(千容宅) : 제34대 국방부 장관, 제15·16대 국회의원, 제23대 국가정보원장
- 천경송(千慶松) : 대법관
- 천신일(千信一) : 세중 대표이사 회장
- 천영세(千永世) : 제17대 국회의원
- 천영우(千英宇) : 외교통상부 제2차관, 이명박 대통령비서실 외교안보수석
- 천정배(千正培) : 제57대 법무부 장관, 제15~20대 국회의원
- 천성관(千成寬) : 제51대 서울중앙지방검찰청 검사장, 서울고등검찰청 차장검사
- 천홍욱(千泓昱) : 제27대 관세청장
- 천호진(千虎珍) : 배우
- 천호선(千皓宣) : 대통령비서실 홍보수석비서관, 정의당 대표
- 천대엽(千大燁) : 대법관
- 천해성(千海成) : 제24대 통일부 차관
- 천종호(千宗湖) : 판사
- 천준호(千俊鎬) : 제21·22대 국회의원
- 천정명 : 배우
- 천수연 : 배우 송지효
- 천우희 : 배우

## 하늘 천 天
천(天)씨는 2015년 대한민국 통계청 인구조사에서 141명으로 조사되었다.

### 연안 천씨
연안 천씨(延安天氏)는 《증보문헌비고(增補文獻備考)》에 의하면 황해도 연안(延安) 지방에 냇가에 버려진 아이가 있어 거두어 길렀는데, 이 아이가 보통 아이가 아니므로 만물지조(萬物之組)인 천(天)으로써 성(姓)을 삼았다고 한다.
연안 천씨는 2015년 대한민국 통계청 인구조사에서 8명으로 조사되었다.

### 충주 천씨
충주 천씨(忠州天氏)는 유학(幼學) 천도원(天道原)의 아들 천명익(天命翊, 1747년생)이 1780년(정조(正祖) 4년) 생원시에 합격하였다. 천명익의 자는 치용(稚用), 거주지는 황해도 봉산(鳳山)이며, 동생은 천명성(天命性)이다.
충주 천씨는 2015년 대한민국 통계청 인구조사에서 65명으로 조사되었다.